# Ea (Vizcaya)

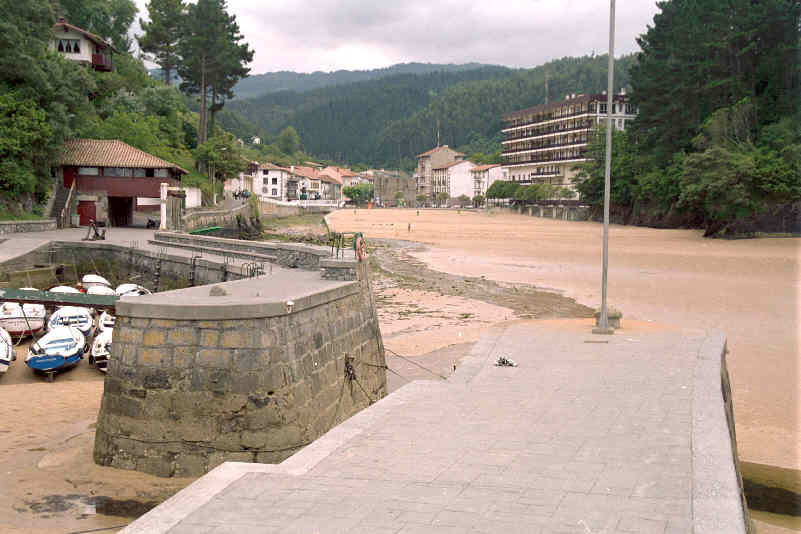
Vista de Ea y su ría en bajamar

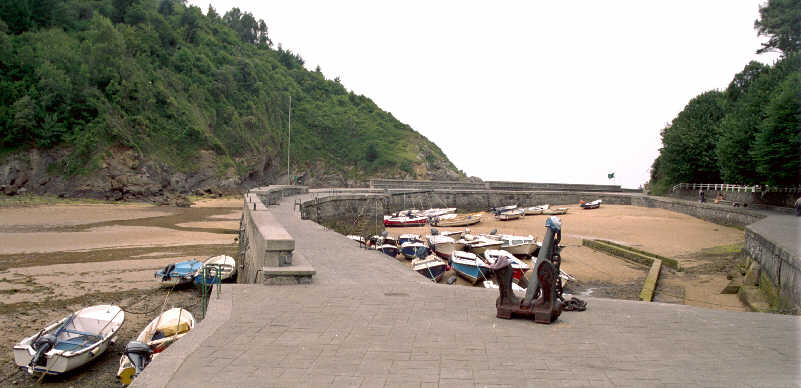
Puerto y ría de Ea en bajamar

Ea (pronunciado Ie en el euskera de la zona) es un municipio y localidad de la costa nordeste de la provincia de Vizcaya, País Vasco (España), a 50 km de Bilbao, con 842 habitantes. El 81 % de la población es vascohablante.
Ea es un pequeño pueblo de la costa de Vizcaya (España). Desde el siglo XVI, la pesca ha sido la actividad tradicional más importante. Según el censo del 1 de enero de 2012, el pueblo tenía 886 habitantes.
Ea tiene un río que divide el pueblo en dos partes. Las casas están situadas alrededor de este riachuelo, formando dos largas calles paralelas. Hay 4 puentes que nos facilitan el tránsito de una calle a otra. Uno de los puentes, el denominado ‘puente romano’, se ha convertido en la imagen del pueblo y su imagen figura en la bandera del municipio.
El pueblo tiene una playa y un puerto que en verano están a rebosar, aunque en invierno los veamos vacíos, y podemos ver a unos pocos pescadores. El río llega hasta el mar, dejándolo casi sin agua cuando hay marea baja.

## Geografía
El río del mismo nombre desemboca en el pueblo mismo, dividiendo en dos pueblo. Los dos lados están conectados por cuatro puentes, siendo el más antiguo el llamado romano, el cual aparece en el escudo. El pueblo está ubicado en la ría, al lado de un puerto natural.
Al noroeste se encuentra Lapatza, una playa de piedras en el barrio de Natxitua.

### Barrios
- Bedarona
- Natxitua
  - Angelutxu
  - Aldebaster
  - Olagorta

## Historia
Ea nació en el siglo XVI, cuando pescadores de Ereño, Natxitua y Bedarona se juntan para crear un asentamiento en el puerto natural que el río crea. Hasta el siglo XIX no tuvo la característica de municipalidad. El río Ea dividía el pueblo en dos partes: una parte pertenecía a la anteiglesia de Bedarona y la otra a la de Natxitua. Por esto, Ea poseía dos iglesias parroquiales, cada una en un lado de la ría y unidas por un único puente. Además de ese puente, hasta tres puentes más unen los dos lados del pueblo.
En el siglo XIX, debido a la importancia que adquirió el puerto de Ea, se unió a los barrios de Bedarona y Natxitua y se estableció la municipalidad en el puerto. El pueblo creado pasó a llamarse simplemente Ea.
En cuanto a los primeros habitantes, la huella arqueológica más antigua encontrada, una estela de forma humana, data del siglo I. Fue encontrada en Natxitua y se trata de un vestigio singular en la arquitectura de Vizcaya. En la parte frontal, tiene una imagen con forma humana, y en la posterior, una cruz con forma de aspa. Se la fechó en la edad de los Flavios, en el siglo I, y según los expertos es una obra creada por los lugareños, a pesar de que tenga una notoria influencia romana. Hoy en día no hay apenas información de los núcleos urbanos durante la Edad Media. Sin embargo, se sabe que la parroquia de Natxitua estaba situada en Ibarrangelua, y que se separó en el siglo XV. Según un documento de 1325, parece ser que Bedarona era parte de la anteiglesia de Lequeitio, antes de dársele la Carta Puebla.
En los siglos XIV y XV, el pueblo fue testigo de las sangrientas peleas entre los oñacinos y los gamboínos. Las peleas se sucedieron en toda Vizcaya, y Ea se dividió en dos partes: Bedarona se posicionó a favor de Adán de Yarza (señor de Zubieta) y pelearon en el bando de los oñacinos; Natxitua, por el contrario, hizo lo propio con los gamboínos, y peleó bajo la protección de las familias de Adán de Yara y Arteaga. Como reflejo de esas batallas tenemos las torres de defensa que se construyeron en 1492.
En cuanto a Ea, puede darse el caso de que fuera un asentamiento para desarrollar la pesca o actividades similares. No obstante, el pueblo lo crearon pescadores de las anteiglesias de Ereño, Bedarona y Natxitua en el siglo XVI. El nuevo pueblo fue construido en un arco abrupto en la orilla por encima del mar, y los límites fueron establecidos en los montes de Natxitua y Apikale, poniendo a Ea en el extremo, al lado de las anteiglesias de Ereño y Natxitua. A pesar de que no se conozca la fecha exacta, se sabe que en la segunda mitad del siglo XVII la competencia que poseía Ereño fue trasladada a la anteiglesia de Bedarona.
Más tarde, se creó un medio de comunicación entre Gernika y Lequeitio, y se empezó a trabajar en tierras más aprovechables. Además, la paz se impuso en el señorío. La mejoría general de la situación trajo como resultado el crecimiento económico y demográfico de Natxitua y Bedarona, y poco a poco los pueblos fueron desarrollándose.
El Ea de entonces tenía un barrio en cada lado del río. Uno se encontraba en la anteiglesia de Ereño y el otro en la de Natxitua, y , por lo tanto, bajo el gobierno de los regidores leales. No tenían ni voz ni voto en las Juntas Generales de Gernika. El pueblo consistía de dos parroquias; la más antigua fue construida en el año 1550, bajo el nombre de San Juan Bautista, y estaba bajo la autoridad de la Virgen María de Natxitua. Las ceremonias religiosas eran llevabas a cabo por un cura de la beneficencia, y sus superiores eran los propietarios de las casas solariegas de Zubieta y Arteaga en Lequeitio. Se encontraban en la misma jurisdicción la ermita de Virgen María de la Concepción (llamada Talako Ama), una ferrería y unos cuantos molinos. La parroquia la Virgen de Jesús, en cambio, estaba bajo la autoridad de San Miguel, en Ereño. El cura de la beneficencia mantenía la casa solar de Zubieta, los mercenarios del rey, y a el le correspondía cobrar los diezmos.
La mayoría de la población de Ea se dedicaba a la pesca. Debido a esto, tenían un puerto en el lugar que la ría desembocaba al mar, y crearon una industria de escabeche con tendederos y saladeros. En 1884 las anteiglesias de Natxitua y Bedarona se unieron y crearon lo que ha perdurado hasta hoy en día.

## Demografía
Ea cuenta con una población de 842 habitantes (INE 2024).
| Gráfica de evolución demográfica de Ea entre 1842 y 2021 |
| |
| Población de derecho según los censos de población del INE Población de hecho según los censos de población del INEEn estos censos se denominaba Nachitua: 1842, 1857 y 1860 En este censo se denominaba Nachitua y Ea: 1877 Entre el censo de 1887 y el anterior, crece el término del municipio porque incorpora a 48509 (Bedarona) |

## Economía
La agricultura perdió hace tiempo la importancia en Ea. Hoy en día son pocas las familias que mantienen la agricultura y sólo hay un establecimiento que cultive tomates en invernadero. En cuanto a la ganadería, en el pueblo hay dos explotaciones. De hecho, la mayoría de los habitantes de Ea trabajan fuera del pueblo, sobre todo por la zona industrial de Gernika y Luno, Bilbao o en empresas industriales como Gizaburuagako Okamika.
La mayoría de las empresas que hay en el pueblo son de hostelería. De todas formas, hay una empresa de maderas en Ea.

## Administración y política
| Partido político                                              | 2015  | 2015       | 2011  | 2011       | 2007  | 2007       | 2003        | 2003        | 1999  | 1999       | 1995  | 1995       | 1991  | 1991       |
| Partido político                                              | %     | Concejales | %     | Concejales | %     | Concejales | %           | Concejales  | %     | Concejales | %     | Concejales | %     | Concejales |
| Euskal Herria Bildu (EH Bildu)-Bildu                          | 55,65 | 4          | 58,76 | 4          | —     | —          | —           | —           | —     | —          | —     | —          | —     | —          |
| Euzko Alderdi Jeltzalea-Partido Nacionalista Vasco (EAJ-PNV)  | 42,76 | 3          | 39,22 | 3          | 64,18 | 5          | 78,03       | 6           | 46,87 | 3          | 50,03 | 4          | 58,08 | 4          |
| Partido Socialista de Euskadi-Euskadiko Ezkerra (PSE-EE PSOE) | —     | —          | 0,47  | 0          | —     | —          | 0,22        | 0           | —     | —          | —     | —          | —     | —          |
| Partido Popular del País Vasco (PP)                           | —     | —          | 0,16  | 0          | 1,24  | 0          | 1,57        | 0           | 1,02  | 0          | —     | —          | —     | —          |
| Eusko Alkartasuna (EA)                                        | —     | —          | —     | —          | 32,34 | 2          | 18,83       | 1           | 12,86 | 1          | 14,11 | 1          | 16,95 | 1          |
| Euskal Herritarrok (EH)-Herri Batasuna (HB)                   | —     | —          | —     | —          | —     | —          | Ilegalizado | Ilegalizado | 38,41 | 3          | 29,82 | 2          | 24,39 | 2          |
| Euskadiko Ezkerra (EE)                                        | —     | —          | —     | —          | —     | —          | —           | —           | —     | —          | —     | —          | 1,49  | 0          |

## Patrimonio
Molino y Ferrería
Monumentos de interés cultural, joya del patrimonio histórico e industrial del pueblo.  Existen referencias documentales de su existencia en el siglo XVI.
Jesusen Andra Mari parrokia
Al principio era una parroquia renacentista, pero luego la reconstruyeron en un estilo barroco. En 1725 le sumaron una capilla al lado del evangelio de Cristo de Zacatecas, y parece una nave de segundo nivel.
Iglesia de San Juan Bautista
Este también fue renacentista al principio aunque luego llegó a ser barroco.
Iglesia de Santa María de la Consolación (Natxitua)
La mayoría del edificio es neoclásico, aunque tiene elementos de otras épocas, como, por ejemplo, la puerta. Las paredes y la parte principal de la iglesia son antiguos, los cuales, hoy en día, son la parte más vieja de la iglesia. Lo demás esta desde el 1833.
San Pedro parroquia (Bedarona)
Se creó en el siglo XVI en el sitio donde anteriormente había otra iglesia.
Otras: San Bartolomé (Bedarona), Santa Ageda (Natxitua) eta Talako Ama (Ea).
Casa consistorial
Es un edificio de grandes dimensiones. Tiene un pórtico que da a la plaza, y tiene dos pisos con balcones. Muchas veces, actividades organizadas por el pueblo, tienen lugar en una de las salas de actos del ayuntamiento.
Caseríos
En Ea, muchas de las viviendas son caseríos. Todos son de estilos parecidos, y algunos de esos son utilizados como casas rurales: Anduizar (Angeretxu), Aiua, Longa (Natxitua), Zeleta eta Biarte (Angeretxu), Mendiola Atxekoa, Mendiola Aurrekoa (Mendiola).
Beletxe
Es un edificio de madera situado en el muelle del pueblo. Se utiliza para reuniones, festejos, y como almacén de elementos de pesca. La bandera de Ea tiene el dibujo de este edificio.

## Cultura

### Grupos culturales
En el pueblo de Ea hay diferentes grupos culturales, quienes se ocupan de llevar a cabo las acciones del pueblo. Estos son los grupos, contando todos los barrios:
- Kirikiñauzi gazte asanblada
- HEA
- Zakilixut Mendi taldea
- Karabi
- Natxitxuko jai batzordea
- Bedaruko jai batzordea
- Ieko Jai batzordea

### Fiestas

#### San Juan
Las fiestas del pueblo se celebran el 24 de junio San Juan Bautista. Los habitantes, en la víspera de San Juan, entre música y bailes, hacen un gran fuego en la playa Aritza para que los niños y niñas bailen y jueguen alrededor.
En estas fiestas hay tanto niños como ancianos, jóvenes como adultos. Las fiestas empiezan el 23 de junio a las 12 de la noche y se mantienen durante 3 días. Estas fiestas son organizadas por la Jai batzordea. Hay música día y noche, conciertos y juegos para niños, entre otros.
El último día de fiestas, el 26 de junio, se llama Ietarren eguna, aunque los habitantes le llame Erreka eguna o día del río. El nombre tiene su por qué: a la tarde, tras pasar el día entre agua, los habitantes bajan al río vestidos de calle. Se canta y se baila, y se llena el pueblo de música y alegría. Éste suele ser el día que más gusta a los jóvenes, es cuando más gente hay.
Para poder llevar a cabo todos estos días de fiesta, hacia Semana Santa se hace una recogida de dinero a cargo de los jóvenes del pueblo, además de las ayudas económicas que el ayuntamiento aporta.

#### San Ignacio de Loyola
Las fiestas de San Ignacio se celebran el 30 y 31 de julio, en el barrio llamado Bedarona. A lo largo de estos días, se celebran diferentes actividades como juegos para niños, almuerzos para más mayores y conciertos para los jóvenes. Y aunque no se junte tanta gente como en las fiestas patronales de Ea, se crea un ambiente muy agradable.

#### Andra Mari
Estas fiestas se celebran en Natxitua el 15 de agosto. Solo es un día de fiesta y en el organizan juegos, desfile de disfraces y conciertos. Los niños tienen grandes ideas para adornar de color el pueblo con los disfraces, y con la música la gente se acerca a participar en estas fiestas.

#### San Bartolo
Estas fiestas toman lugar en Bedarona también, pero el 24 de agosto. En unas campas de Bedarona, los jóvenes aprovechan para hacer camping las noches anterior y siguiente. El mismo día, en esas campas, se hace una romería, a la cual se acerca gente de todas las edades a participar en el juego de las txingas, a comer unos pinchos de tortilla, a participar en el concurso de paellas o tan solo al ambiente. A la noche, los del pueblo tienen la oportunidad de disfrutar de unos bailes con la música de la verbena.

#### Fiestas de veraneante
Además de los San Juanes, en Ea también se celebra la fiesta del veraneante el último fin de semana de agosto. Esos dos días se ocupan con diversas actividades como partidos de pelota, concursos gastronómicos, música y bailes. Es estas fiestas, aunque en los San Juanes no se haga, se celebra el desfile de disfraces, y tanto jóvenes, niños como adultos, organizan disfraces en cuadrillas grandes. Se baja por la cuesta llamada Altxikar en Ea, y se da la vuelta al pueblo al ritmo de la música hasta acabar en el frontón donde nos espera una chocolatada.
En estas fiestas también es necesario hacer recogida de dinero para poder llevar adelante las fiestas.

### Festivales

#### Días de poesía
El poeta Gabriel Aresti pasó varios veranos en este pueblo de la costa, y eso le inspiró a escribir varios de sus poemas. Esta es la razón por la que, a partir del 2003, se organizan estos días de la poesía conocidos en muchos sitios. El responsable de este festival es el grupo cultural llamado HEA, aunque luego admiten la ayuda de los pueblerinos.
A lo largo de 4 días se hacen diversas actividades como recitales de poesía, teatros, conciertos... Estas actividades se reparten en todos los barrios del pueblo para que ninguno quede fuera. Muchos poetas, escritores y cantantes famosos se acercan a este ambiente de poetas.
Todas las edades tienen la oportunidad de participar en este festival, y también a disfrutarlo los invitados que se acercan a Ea.

#### Gazte Eguna
El Gazte eguna se celebra el primer viernes de agosto. Los jóvenes del pueblo dedican varios meses para poder llevar adelante este tipo de festival, y realizan muchas reuniones para cerrar conciertos y organizar las actividades del día.
Durante años ha sido conocido como el Gazte eguna de Natxitu, pero, desde 2012, los jóvenes del pueblo han decidido juntarse y crear un nuevo Gazte eguna de todos los barrios juntos.
Durante el día se celebran concursos de tortilla, olimpiadas, conciertos y la comida de jóvenes.
Aunque Ea sea un pueblo pequeño, se acerca mucha de gente de sitios diferentes a disfrutar del ambiente.